# Campeonato de España de Atletismo en Pista Cubierta de 2019
El LV Campeonato de España de Atletismo en Pista Cubierta se disputó los días 16 y 17 de febrero de 2019 en la pista del Centro de Atletismo VI Centenario de Antequera, Málaga.
Junto a las pruebas individuales, se celebraron los campeonatos de pruebas combinadas (Hepthalon y Pentahlon).

## Resultados

### Hombres
| Evento              |                                                                                                 |                                                                                         |                                                                                                 |
| ------------------- | ----------------------------------------------------------------------------------------------- | --------------------------------------------------------------------------------------- | ----------------------------------------------------------------------------------------------- |
| 60 m                | Sergio López At. Alcantarilla 6"69                                                              | Yunier Pérez Playas de Castellón 6"71                                                   | Daniel Ambrós Scorpio 71 6"73                                                                   |
| 200 m               | Daniel Rodríguez Playas de Castellón 21"08                                                      | Mauro Triana Playas de Castellón 21"30                                                  | Oriol Madi C.A. Sant Celoni 21"39                                                               |
| 400 m               | Óscar Husillos F.C. Barcelona 46"37                                                             | Lucas Búa F.C. Barcelona 46"62                                                          | Bernat Erta F.C. Barcelona 47"64                                                                |
| 800 m               | Mariano García C.A. Fuente Álamo 1'50"43                                                        | Álvaro de Arriba F.C. Barcelona 1'50"56                                                 | Pablo Sánchez-Valladares F.C. Barcelona 1'50"88                                                 |
| 1500 m              | Jesús Gómez C.D. Nike Running 3'41"37                                                           | Saúl Ordóñez New Balance Team 3'42"29                                                   | Adrián Ben F.C. Barcelona 3'42"49                                                               |
| 3000 m              | Artur Bossy F.C. Barcelona 7'59"19                                                              | Gonzalo García Playas de Castellón 7'59"48                                              | David Palacio Fent Camí Mislata 8'00"13                                                         |
| 60 m vallas         | Orlando Ortega C.A. Adidas 7"58                                                                 | Yidiel Contreras Playas de Castellón 7"64                                               | Enrique Llopis C.A. Gandía 7"75                                                                 |
| Salto de altura     | Marc Sánchez C.A. Igualada 2,18 m                                                               | Miguel Ángel Sancho Playas de Castellón 2,15 m                                          | Simón Siverio Tenerife Caja Canarias 2,15 m                                                     |
| Salto con pértiga   | Adrián Vallés Grupompleo Pamplona 5,55 m                                                        | Didac Salas F.C. Barcelona 5,45 m                                                       | Aleix Pi A.A. Catalunya 5,25 m                                                                  |
| Salto de longitud   | Eusebio Cáceres Independiente 7,99 m                                                            | Héctor Santos F.C. Barcelona 7,93 m                                                     | Jorge Ureña Playas de Castellón 7,73 m                                                          |
| Triple salto        | Pablo Torrijos Playas de Castellón 16,61 m                                                      | Sergio Solanas A.D. Marathon 16,40 m                                                    | Ramón Adalia A.A. Catalunya 15,90 m                                                             |
| Lanzamiento de peso | Carlos Tobalina F.C. Barcelona 20,39 m                                                          | Borja Vivas At. Málaga 18,89 m                                                          | Alejandro Noguera Playas de Castellón 18,87 m                                                   |
| Heptatlón           | Jonay Jordán Tenerife Caja Canarias 5705 pts 7"03 - 7,08 - 15,23 - 1,91 / 8"04 - 4,50 - 2'52"38 | Jesús Castillo Cornellá At. 5603 pts 7"16 - 6,88 - 13,35 - 2,03 / 8"17 - 4,30 - 2'43"88 | Javier Pérez Tenerife Caja Canarias 5406 pts 7"37 - 7,25 - 12,98 - 1,85 / 8"46 - 4,60 - 2'48"39 |

### Mujeres
| Evento              |                                                                               |                                                                                 |                                                                                    |
| ------------------- | ----------------------------------------------------------------------------- | ------------------------------------------------------------------------------- | ---------------------------------------------------------------------------------- |
| 60 m                | Jael Bestué F.C. Barcelona 7"34 7"33 en semifinales                           | Estela García C.D. Nike Running 7"34                                            | Cristina Lara F.C. Barcelona 7"36                                                  |
| 200 m               | Patricia Urquía Scorpio 71 24"19                                              | Nerea Bermejo Grupompleo Pamplona 24'28"                                        | Alba Borrero Unicaja Atletismo 24"30                                               |
| 400 m               | Laura Bueno Valencia Esports 53"08                                            | Aauri Lorena Bokesa C.D. Nike Running 53"81                                     | Salma Paralluelo Scorpio 71 53"83                                                  |
| 800 m               | Zoya Naumov A.A. Catalunya 2'18"49                                            | Adriana Cagigas F.C. Barcelona 2'18"95                                          | Natalia Romero Unicaja Atletismo 2'18"99                                           |
| 1500 m              | Esther Guerrero New Balance Team 4'25"71                                      | Solange Pereira Valencia Esports 4'28"41                                        | Marta García F.C. Barcelona 4'30"22                                                |
| 3000 m              | Cristina Espejo Playas de Castellón 9'02"45                                   | Celia Antón C.A. Adidas 9'03"38                                                 | Maitane Melero Grupompleo Pamplona 9'12"60                                         |
| 60 m vallas         | Caridad Jerez F.C. Barcelona 8"32 8"29 en series                              | Teresa Errandonea Super Amara BAT 8"35 8"30 en semifinales                      | Patricia Ortega At. San Sebastián 8"49 8"44 en series                              |
| Salto de altura     | Cristina Ferrando Playas de Castellón 1,82 m                                  | Izaskun Turrillas Grupompleo Pamplona 1,78 m                                    | Raquel Álvarez Las Celtíberas 1,75 m                                               |
| Salto con pértiga   | Maialen Axpe At. San Sebastián 4,50 m                                         | Malen Ruiz de Azúa Super Amara BAT 4,38 m                                       | Miren Bartolomé Grupompleo Pamplona 4,22 m                                         |
| Salto de longitud   | Leticia Gil Scorpio 71 6,25 m                                                 | Cora Salas C.A. Igualada 6,23 m                                                 | Fátima Diame Valencia Esports 6,21 m                                               |
| Triple salto        | Patricia Sarrapio Playas de Castellón 13,92 m                                 | Marina Lobato Scorpio 71 13,64 m                                                | Nora Taher C.A. Igualada 12,99 m                                                   |
| Lanzamiento de peso | Úrsula Ruiz Valencia Esports 17,14 m                                          | Paula Ferrándiz Playas de Castellón 14,76 m                                     | Elena Gutiérrez F.C. Barcelona 14,60 m                                             |
| Pentatlón           | María Vicente C.D. Nike Running 4412 pts 8"35 - 1,78 - 12,42 - 6,36 - 2'24"91 | Patricia Ortega At. San Sebastián 4210 pts 8"49 - 1,69 - 11,61 - 5,78 - 2'12"30 | Bárbara Hernando Playas de Castellón 4209 pts 8"62 - 1,75 - 12,73 - 5,67 - 2'18"54 |

1. ↑  En categorías sub-18 y sub-20
2. ↑  En categorías sub-20 y absoluta
3. ↑  En categoría sub-20